# Cursolo-Orasso
Cursolo-Orasso (piemontiul: Curso e Oress) település Olaszországban. Lakosainak száma 90 fő (2017. január 1.). Cursolo-Orasso Cavaglio-Spoccia, Cossogno, Gurro, Malesco, Miazzina, Re és Centovalli községekkel határos.

## Népesség
A település népességének változása:

| 2017 | 90 |